# 周姮吟
周姮吟（Chou Heng-Yin，1979年7月16日—），臺北藝術大學劇場藝術研究所表演組、劇場藝術研究所畢業。

## 影視作品
- 2025 電視劇《零日攻擊》
- 2025 電視劇《宇宙的源頭就是愛》
- 2024 電視劇《影后》
- 2024 電視劇《幸福房屋事件簿》
- 2021 電影《我沒有談的那場戀愛》
- 2019 短片《島嶼雲煙》
- 2016 電視劇《滾石愛情故事》〈挪威的森林〉（入圍金鐘獎迷你劇集女配角獎）
- 2015 電影《234說愛你》
- 2013 電視劇《含苞欲墜的每一天》、電視劇《沒有名字的甜點店》
- 2012 短片《小偷》（獲日本2012短片影展Shorts  Shorts Film Festival and Asia最佳女主角）
- 2010 電影《與愛別離》（入圍金鐘獎迷你劇集最佳女主角）
- 2009 電影《獵豔》、短片《午熱》
- 2008 電視電影《艾草》（入圍金鐘獎迷你劇集最佳女配角）
- 2007 《Z046》、《憂鬱森林》
- 2006 電影《我的逍遙學伴》
- 2005 電影《孤戀花》
- 2004 電視劇《戰神》
- 2002 電影《雙瞳》、電影《臺北晚九朝五》
- 2001 電影《兩個夏天》
- 2000 《城市飛行》
- 1999 《狂舞吧！憂鬱》

## 舞台作品
- 2015 《恨嫁家族》 飾 母親
- 2014 《紅樓夢》 飾 賈太太A
- 2013 《三國》 飾 華佗
- 2012 《賈寶玉》 飾 薛寶釵
- 2011 《紅娘的異想世界之在西廂》 飾 妻子（崔鶯鶯）、路人、《在西廂》中崔鶯鶯
- 2010 《寶島一村》 飾 陸奶奶
- 2010 《麥可傑克森》(Michael Jackson - Back to the 80's)
- 2009 《玉茗堂私夢》 飾 顯祖、《戰＠……》Fight Me Now（Festival D'Avignon法國亞維儂藝術節）
- 2008 《西遊記》
- 2007 《水滸傳》、《包法利夫人們——名媛的美麗與哀愁》
- 2006 《紅色凡妮莎》、Play（香港藝術節紀念貝克特）、三氯乙烷釋放體
- 2005 《如夢之夢》、Nice To Meet You、Michael Jackson、Plastic holes(Robert Wilson Summer Project)、One Little Monkey Jumping On The Bed(Odin Magdalena Project丹麥歐丁藝術節)

## MV
- 脫掉（杜德偉）
- 痴情司（何韻詩）
- 花辭（何韻詩）
- 幸福了，然後呢？（A-Lin）
- 似曾（韋禮安）
- 我就是愛你不害怕（鄭秀文）

## 廣告
- 新光保全
- 麒麟啤酒
- 幫寶氏
- 黑橋牌
- easy shop
- 光泉食品
- 中國信託
- 全家便利商店
- 義美果汁
- 遠東建設

## 獎項
| 年份   | 頒獎典禮                 | 獎項                       | 影片                         | 角色         | 結果 |
| ------ | ------------------------ | -------------------------- | ---------------------------- | ------------ | ---- |
| 2008年 | 第43屆金鐘獎             | 迷你劇集／電視電影女配角獎 | 《艾草》                     | 宋伶         | 提名 |
| 2011年 | 第46屆金鐘獎             | 迷你劇集／電視電影女主角獎 | 《與愛別離》                 | 曾順芳       | 提名 |
| 2012年 | 第14屆日本短片及亞洲影展 | 最佳女主角                 | 《小偷》                     | 珍妮 (Jenny) | 獲獎 |
| 2017年 | 第52屆金鐘獎             | 迷你劇集／電視電影女配角獎 | 滾石愛情故事－《挪威的森林》 | 夏督導       | 提名 |

## 外部連結
- 周姮吟的Facebook專頁
- 周姮吟的新浪微博
- 周姮吟在互联网电影资料库（IMDb）上的資料（英文）（英文）
- 周姮吟在香港影庫上的簡介
- 周姮吟在豆瓣上的资料（简体中文）
- 周姮吟在时光网上的簡介（简体中文）
- 維多利亞的後花園的新浪博客（周姮吟新浪博客）
- 十坪大的公寓（页面存档备份，存于）（周姮吟Blogger網誌）
- 周姮吟~周小花的花花世界（周姮吟Yahoo!奇摩部落格）
- 周姮吟的百變秘訣：我像棉花一樣彈性大（页面存档备份，存于）